# .41 Remington Magnum

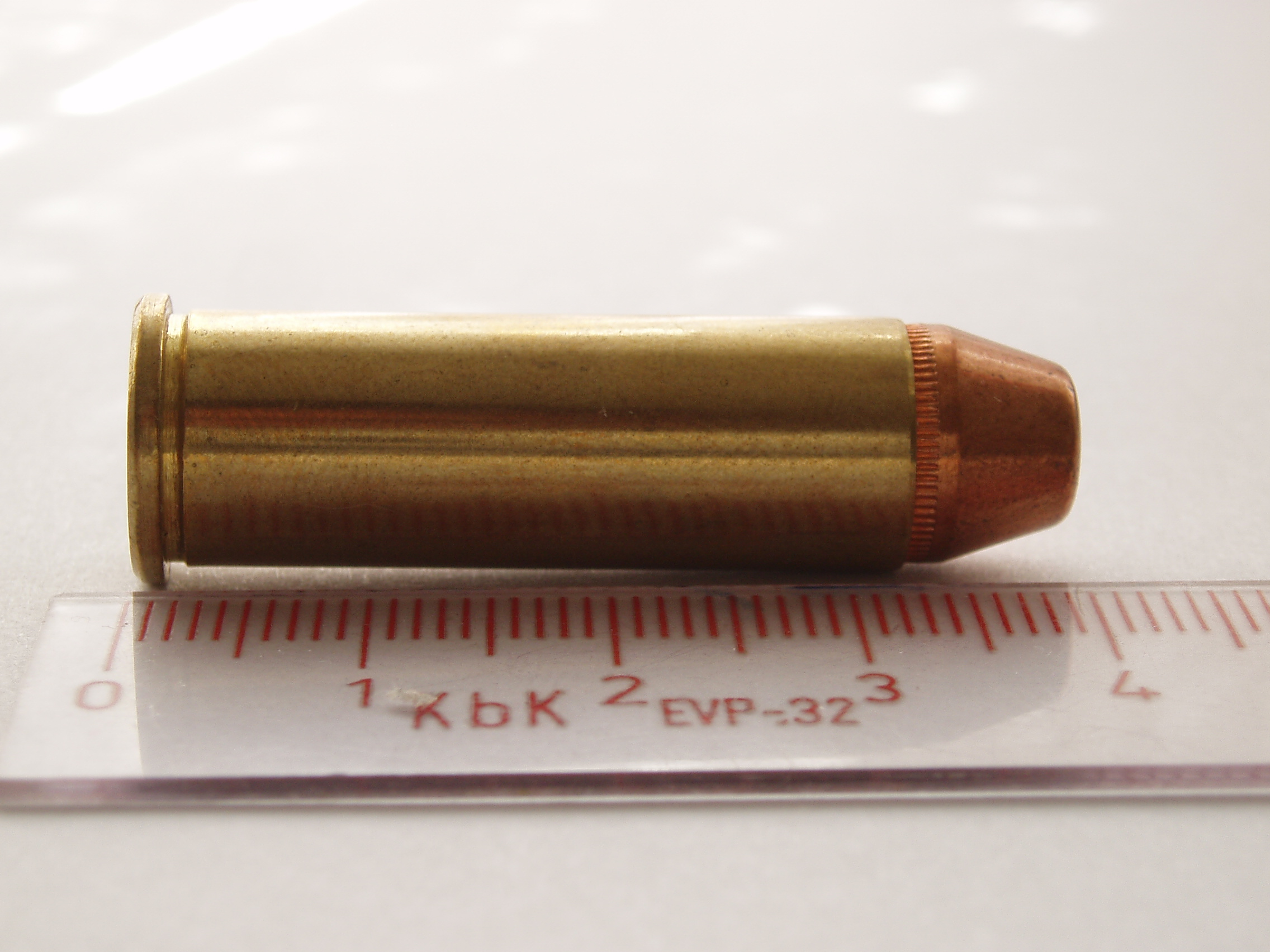
Um cartucho .41 Remington Magnum com bala do tipo SP ("soft point").

O .41 Remington Magnum ou 10,4 × 33mmR, como é conhecido na designação métrica não oficial, é um cartucho de fogo central, desenvolvido principalmente para uso em revólveres de grande porte. Introduzido em 1964 pela Remington Arms Company, destinava-se às finalidades de caça e aplicação da lei.

## Desenvolvimento
Em 1963, Elmer Keith e Bill Jordan, com o apoio de Skeeter Skelton, pediram à Smith & Wesson, à Remington Arms e à Norma que produzissem uma pistola e munição de calibre .41 cujo desempenho balístico ficasse entre os cartuchos existentes .357 Magnum e .44 Magnum, e ao mesmo tempo, sanasse deficiências percebidas com essas cargas.
Apesar de Keith já ter sugerido esse novo cartucho ".41 Special" de potência média em 1955, essa ideia não foi adotada em favor da opção "Magnum", de maior potência, e o "Special" sobrevive apenas como um cartucho wildcat personalizado, com aproximadamente a mesma relação com o .41 Remington Magnum que o .38 Special tem com o .357 Magnum e como o .44 Special faz com o .44 Magnum.
O .357 Magnum sofria de falta de eficácia de balística terminal no início da década de 1960, já que projéteis de ponta oca jaquetados ainda não estavam disponíveis e o carregamento padrão do fabricante consistia em balas de chumbo simples. O poderoso .44 Magnum, originalmente voltado para caça de animais de grande porte, foi considerado um exagero para o uso da polícia, gerando muito recuo para permitir um bom controle sob fogo rápido. Além disso, os revólveres calibre .44 eram considerados muito grandes, volumosos e pesados para o transporte policial.
A visão original de Keith ensejava dois níveis de potência no .41, uma carga "Magnum" pesada que impulsionava um projétil JHP (jaquetado de ponta oca) de 210 grãos (13,6 gramas) a uma velocidade de saída de 1.300 a 1.400 pés por segundo (ft/s); e uma carga "policial" mais suave que impulsionava um projétil semi canto-vivo de 200 grãos (13,0 gramas) a cerca de 900 pés por segundo (ft/s).